# Грінвуд Тауншип (округ Перрі, Пенсільванія)
Грінвуд Тауншип (англ. Greenwood Township) — селище (англ. township) в США, в окрузі Перрі штату Пенсільванія. Населення — 1030 осіб (2020).

## Демографія
Згідно з переписом 2010 року, у селищі мешкало 998 осіб у 397 домогосподарствах у складі 308 родин. Було 427 помешкань
Расовий склад населення:
| - 97,2 % — білих - 1,0 % — чорних або афроамериканців - 0,2 % — азіатів |

До двох чи більше рас належало 1,6 %. Частка іспаномовних становила 0,7 % від усіх жителів.
За віковим діапазоном населення розподілялося таким чином: 21,0 % — особи молодші 18 років, 64,5 % — особи у віці 18—64 років, 14,5 % — особи у віці 65 років та старші. Медіана віку мешканця становила 43,8 року. На 100 осіб жіночої статі у селищі припадало 103,3 чоловіків;  на 100 жінок у віці від 18 років та старших — 99,0 чоловіків також старших 18 років.
Середній дохід на одне домашнє господарство  становив 68 439 доларів США (медіана — 63 068), а середній дохід на одну сім'ю — 80 032 долари (медіана — 70 288). Медіана доходів становила 45 192 долари для чоловіків та 40 341 долар для жінок. За межею бідності перебувало 5,4 % осіб, у тому числі 3,4 % дітей у віці до 18 років та 11,5 % осіб у віці 65 років та старших.
Цивільне працевлаштоване населення становило 483 особи. Основні галузі зайнятості: освіта, охорона здоров'я та соціальна допомога — 18,6 %, транспорт — 13,7 %, роздрібна торгівля — 9,7 %, публічна адміністрація — 8,3 %.